# Clans (Alpi Marittime)
Clans (in italiano Clanzo, ormai desueto) è un comune francese di 673 abitanti situato nel dipartimento delle Alpi Marittime della regione della Provenza-Alpi-Costa Azzurra.

## Geografia fisica
Il territorio del comune di Clans (in questo caso si pronuncia la "s" finale in francese, che in genere è muta) apparteneva all'ex Contado di Nizza.
Clans è un villaggio di media altitudine collinare, a 690 metri, situato al di sopra della valle del Tinea, a 60 km da Nizza. Il comune è vasto, ed il fatto comporta una gran parte di foresta nel territorio comunale più montuoso. Il comune s'estende dal letto del fiume Tinea, dalle frazioni di "Ponte di Clanzo" (Pont-de-Clans) e di "Bancarone" (Bancairon), facenti parte del comune, alle sommità del Monte Tournairet.

## Storia
Il popolamento della regione è molto antico, e lo attestano sia il ponte romano al di sotto di Clanzo, situato su un'antica via romana, che le vestigia dell'Età del bronzo ritrovate nel comune. 
Senza dubbio la posizione geografica di Clanzo, su di un promontorio che offre alla volta sia terre coltivabili ed acqua sia facilità di difesa, sono dei fattori che spiegano tale scelta.
Fino al XIV secolo, il villaggio era situato più in basso, nel luogo detto il «Poetto», presso la cappella di San Sebastiano. Alcune vestigia di questo antico villaggio sussistono ancor oggi, ed il suo abbandono sembra essere dovuto all'epidemia di peste del 1348, a vantaggio del sito attuale, che doveva essere una frazione comunale d'alpeggio all'epoca. Clanzo, che dipendeva dal regno di Savoia-Piemonte o regno di Sardegna, ha votato il suo riattaccamento alla Francia nel 1860.
Il comune di Clanzo fin dal 1388, ha seguito infatti con la contea di Nizza, le vicende storiche prima della Contea di Savoia e del Ducato di Savoia, e poi dopo il Congresso di Vienna, dal 1815 al 1860, le sorti del Regno di Piemonte-Sardegna, per essere poi annesso nel 1861 alla Francia.
In epoca più recente, numerose famiglie e ragazzi ebrei hanno trovato rifugio a Clans durante la seconda guerra mondiale. I paesani tentano di proteggerli contro i rastrellamenti tedeschi mettendo in piedi un servizio d'allerta. Parecchie persone s'erano organizzate per avvertire preventivamente gli ebrei, affinché avessero il tempo di nascondersi prima dell'arrivo dei Tedeschi.
Paul Isoart, affiliato alla Resistenza sorveglia la strada che passa davanti all'officina EDF di Bancairon). In caso di pericolo, egli avverte il caffettiere del Pont de Clans che avverte a sua volta Edwige Isoart, impiegata ricevente del locale ufficio Poste e Telegrafi.
Il messaggio trasmesso per telefono, molto semplice, «il latte monta», significa che c'è una visita della Gestapo. Tale stratagemma permetteva agli ebrei di mettersi al riparo con la complicità attiva degli abitanti. Sfortunatamente, ci fu qualche falso allarme, e ciò li rese meno vigilanti.
Lunedì 25 ottobre 1943, i tedeschi arrivano improvvisamente a Clans, senza che nessuno avesse potuto essere avvertito. In occasione di tale retata organizzata da Aloïs Brünner, 27 rifugiati ebrei sono arrestati, ma una trentina d'altri hanno potuto essere salvati. 
La polizia tedesca, resa furiosa dal suo scacco parziale, trascina Edwige Isoart sulla piazza del villaggio, sotto la minaccia d'una rivoltella, ma la donna riesce a discolparsi e non viene arrestata.
Paul Isoart, sindaco di Clans per numerosi anni, e la sua sposa Edwige, hanno ottenuto la medaglia dei Giusti. Nel 1993, una placca commemorativa del cinquantesimo anniversario del rastrellamento è stata apposta sul muro del comune.

### Simboli
Lo stemma ufficiale del comune è rappresentato da un orso ripreso dall'emblema della famiglia Orsieri (o Orsières), conti di Clanzo.
Il motto latino sotto il blasone significa: "Più forte nelle avversità". 
Tuttavia l'emblema rivendicato non è l'orso, ma è quello del lupo.
D'altronde, molte famiglie clanzesi avevano dei patronimici derivati dal latino "lupus" (lupo), "lubonis", "lobo", "lubo". Tale stemma figura oggi sul frontone del salone delle feste.

## Società

### Evoluzione demografica
Abitanti censiti

## Economia
L'economia di Clans è profondamente cambiata nel corso della storia. Le principali fonti di «ricchezza» erano l'agricoltura: legumi, olivi, per i quali 800 metri costituiscono il limite d'altitudine massimo, allevamento e prodotti che ne discendono (formaggio, salumi e carne), lo sfruttamento del legname della foresta clanzese, e le risorse idrauliche, con captazione di sorgenti per alimentare l'officina idro-elettrica del Bancarone ( Bancairon), a complemento del corso del fiume Tinea.
Il villaggio accoglieva, ed accoglie tuttora, un gran numero di famiglie nizzarde l'estate, essendo il clima estivo di Clanzo gradevole, e non costituendo l'altitudine un problema per le persone che soffrono d'insufficienza cardiaca; ed un bel numero di «ville» attestano tale presenza estiva. Ai nostri giorni, l'economia strettamente locale è più ridotta, e passabilmente delle persone abitano a Clanzo e lavorano nella valle, sino a Nizza.